# Bob Crane

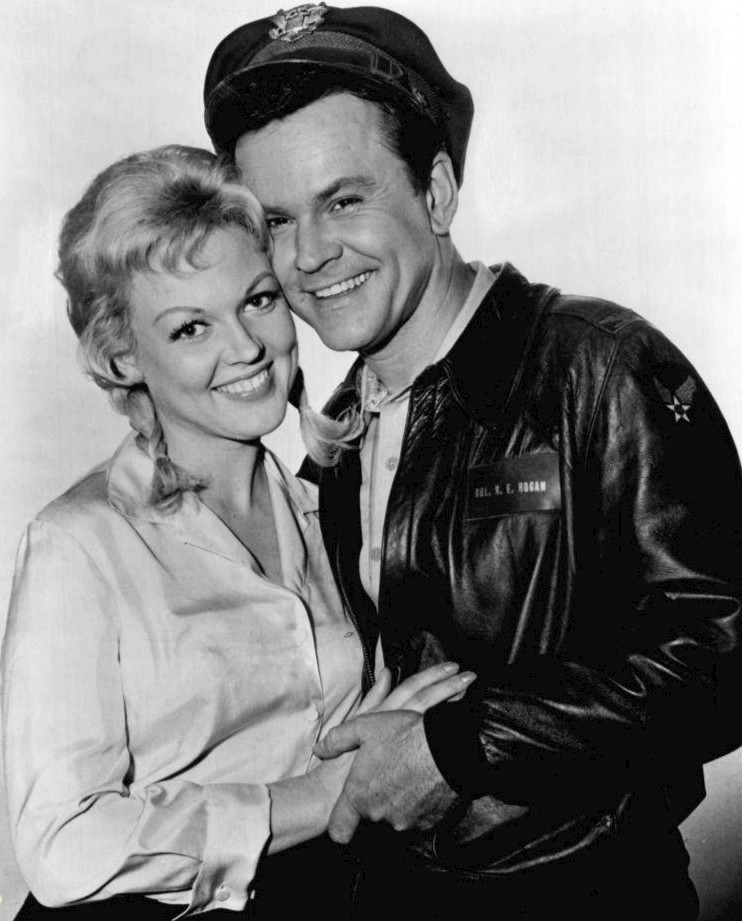
Cynthia Lynn e Bob Crane.

Robert Edward Crane (Waterbury, 13 de julho de 1928 - Scottsdale, 29 de junho de 1978) foi um ator e comediante estadunidense, conhecido pelo papel do Colonel Robert E. Hogan na série Hogan's Heroes (Guerra, Sombra e Água fresca) de 1965-1971. Em 1970 casou-se com a atriz Sigrid Valdis (Patricia Olson). Bob Crane foi assassinado em 29 de junho de 1978, temática do livro The Murder of Bob Crane (1993) de Robert Graysmith e do filme Auto Focus (2003), realizado por Paul Schrader.

## Vida privada e Assassinato
Crane frequentemente filmava e fotografava suas próprias aventuras sexuais. Fotos e vídeos estão disponíveis na internet para consulta.

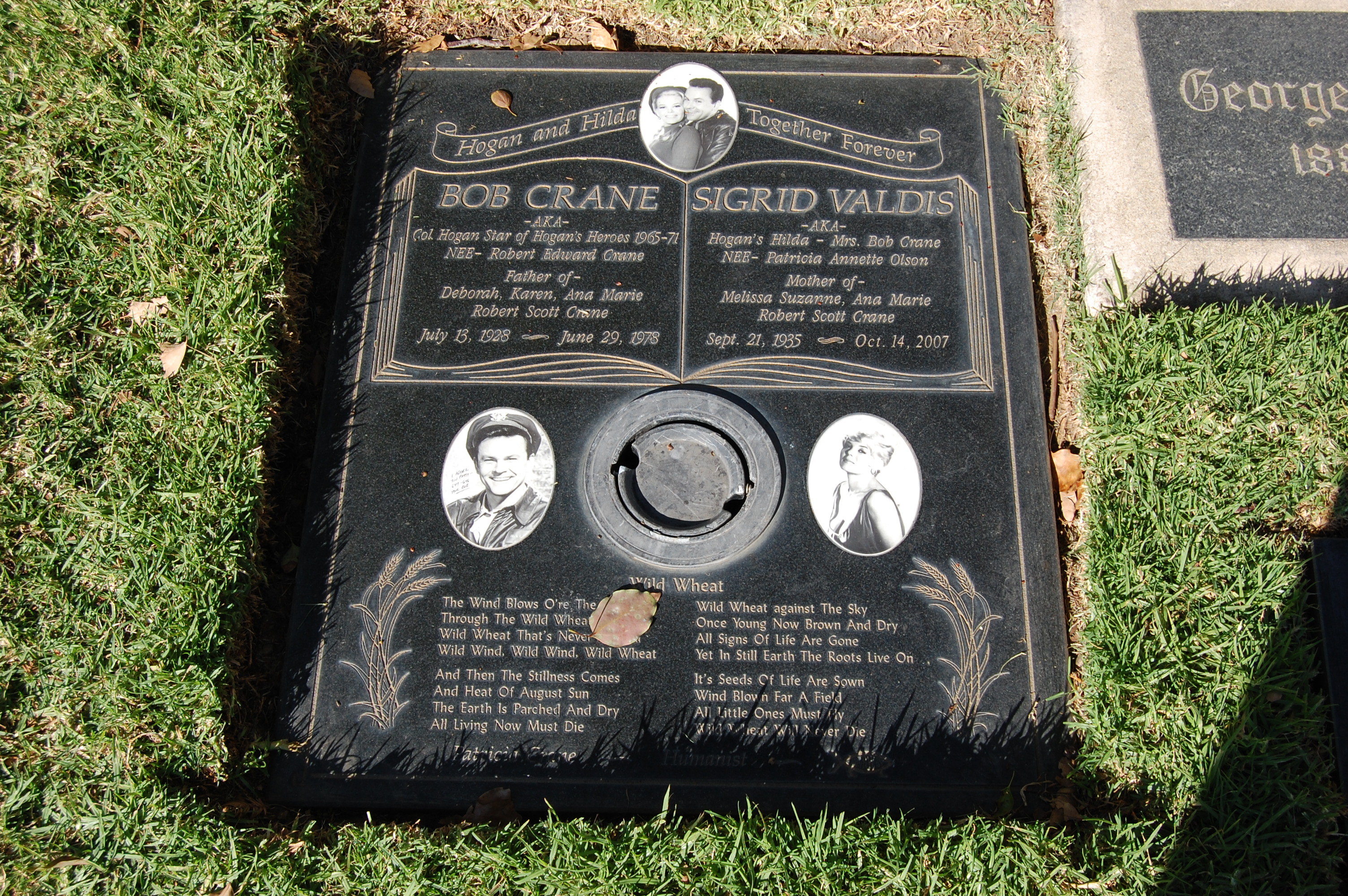
Sepultura de Bob Crane no cemitério Westwood Village Memorial Park em Brentwood, Califórnia.

Em junho de 1978, Crane estava morando no Winfield Place Apartments, em Scottsdale, durante uma temporada de Beginner's Luck, no Windmill Dinner Theatre. Na tarde de 29 de junho, sua co-estrela Victoria Ann Berry entrou em seu apartamento depois que ele não apareceu para um almoço e encontrou seu corpo. Crane foi espancado com uma arma que nunca foi identificada, embora os investigadores acreditem que seja um tripé de câmera. Um fio elétrico foi amarrado em seu pescoço.

## Literatura
- The Murder of Bob Crane (O Assassínio de Bob Crane), Robert Graysmith, Crown Publishers, Nova Iorque, 1993, ISBN 978-0517592090